# Zambia i olympiska spelen
Zambia deltog första gången vid olympiska sommarspelen 1964 i Tokyo och har sedan dess varit med vid varje olympiskt sommarspel förutom vid spelen 1976 i Montréal som de bojkottade. De har aldrig deltagit i de olympiska vinterspelen. År 1964 tävlade de som Nordrhodesia.

## Medaljer
| Guld | Silver | Brons | Totalt antal medaljer |
| ---- | ------ | ----- | --------------------- |
| 0    | 1      | 1     | 2                     |

### Medaljer efter sommarspel
| Spel                | Idrottare          | Guld               | Silver             | Brons              | Totalt             | Placering          |
| Rom 1960            | en del av Rhodesia | en del av Rhodesia | en del av Rhodesia | en del av Rhodesia | en del av Rhodesia | en del av Rhodesia |
| Tokyo 1964          | 12                 | 0                  | 0                  | 0                  | 0                  | –                  |
| Mexico City 1968    | 7                  | 0                  | 0                  | 0                  | 0                  | –                  |
| München 1972        | 14                 | 0                  | 0                  | 0                  | 0                  | –                  |
| Montréal 1976       | Deltog inte        | Deltog inte        | Deltog inte        | Deltog inte        | Deltog inte        | Deltog inte        |
| Moskva 1980         | 40                 | 0                  | 0                  | 0                  | 0                  | –                  |
| Los Angeles 1984    | 16                 | 0                  | 0                  | 1                  | 1                  | 43                 |
| Seoul 1988          | 31                 | 0                  | 0                  | 0                  | 0                  | –                  |
| Barcelona 1992      | 9                  | 0                  | 0                  | 0                  | 0                  | –                  |
| Atlanta 1996        | 8                  | 0                  | 1                  | 0                  | 1                  | 61                 |
| Sydney 2000         | 8                  | 0                  | 0                  | 0                  | 0                  | –                  |
| Aten 2004           | 6                  | 0                  | 0                  | 0                  | 0                  | –                  |
| Peking 2008         | 8                  | 0                  | 0                  | 0                  | 0                  | –                  |
| London 2012         | 7                  | 0                  | 0                  | 0                  | 0                  | –                  |
| Rio de Janeiro 2016 | 7                  | 0                  | 0                  | 0                  | 0                  | –                  |
| Tokyo 2020          | 30                 | 0                  | 0                  | 0                  | 0                  | –                  |
| Paris 2024          | Framtida tävling   |                    |                    |                    |                    |                    |
| Los Angeles 2028    | Framtida tävling   |                    |                    |                    |                    |                    |
| Brisbane 2032       | Framtida tävling   |                    |                    |                    |                    |                    |
| Totalt              | Totalt             | 0                  | 1                  | 1                  | 2                  | 127                |

### Medaljer efter sporter
| Sport              | Guld | Silver | Brons | Totalt |
| Friidrott          | 0    | 1      | 0     | 1      |
| Boxning            | 0    | 0      | 1     | 1      |
| Totalt (2 sporter) | 0    | 1      | 1     | 2      |

## Lista över medaljörer
| Medalj | Namn          | Spel             | Sport     | Gren                     |
| ------ | ------------- | ---------------- | --------- | ------------------------ |
| Brons  | Keith Mwila   | Los Angeles 1984 | Boxning   | Herrarnas lätt flugvikt  |
| Silver | Samuel Matete | Atlanta 1996     | Friidrott | Herrarnas 400 meter häck |